# 天龍プロジェクト
天龍プロジェクト（てんりゅうプロジェクト、英: Tenryu Project）は、日本のプロレスプロモーション、天龍源一郎の個人事務所。運営はルネッサンス。天龍の娘である嶋田紋奈が代表を務めている。

## 歴史
2010年
- 3月4日、天龍源一郎が主戦場としていたハッスルの活動休止により、自身の「終の棲家」としてプロレス団体を設立。
- 4月19日、新宿FACEで旗揚げ戦を開催[2][3][4]。
- 5月14日、WAR世界6人タッグ王座の復活を発表。

2011年
- 11月10日、後楽園ホールで「天龍源一郎プロレス35周年記念興行 Revolution 〜WE ALL WANT TO CHANGE THE WORLD〜」を開催[5]。

2012年
- 3月13日、天龍が腰部脊柱管狭窄症の手術とリハビリのため長期欠場に入ったことにより、天龍が復帰するまでの期間限定でザ・グレート・カブキ、百田光雄、嵐、折原昌夫、冨宅飛駈が入団。
- 5月23日、後楽園ホールで高山善廣が天龍の代行を務める興行「R-1」を開催。
- 7月27日、後楽園ホールで佐々木健介が天龍の代行を務める興行「R-2」を開催。
- 9月26日、後楽園ホールで鈴木みのるが天龍の代行を務める興行「R-3」を開催。また、期間限定で宮本和志が入団。
- 12月29日、後楽園ホールで天龍の復帰興行「天龍源一郎復帰戦〜革命〜」を開催。

2013年
- 10月2日、期間限定で所属していたカブキ、百田、折原、冨宅、宮本が退団。

2014年
- 1月30日、新木場1stRINGで毎月1回開催していた「蛟龍R」を天龍プロジェクトの興行と一本化することを発表[6]。

2015年
- 11月15日、両国国技館で天龍の引退興行「〜天龍源一郎 引退〜革命終焉 Revolution FINAL」を開催。また、同興行を最後にプロレス団体としての活動終了[7]。活動終了後は天龍の個人事務所になっている。

2020年
- 11月15日、後楽園ホールで「革命伝承〜天龍源一郎引退5周年記念大会〜」を開催[8]。

2021年
- 3月5日、プロレスプロモーションとして活動再開[9][10]。また、インターナショナルジュニアヘビー級王座とインターナショナルジュニアヘビー級タッグ王座の復活、PWFルールの採用を発表。
- 4月25日、新木場1stRINGで再始動となる「SURVIVE THE REVOLUTION Vol.1」を開催[11]。

2023年
- 4月20日、PWFが認可するUNタッグ王座の創設を発表[12]。
- 6月10日、GENスポーツパレスで「天龍プロジェクト認定UNタッグベルト初代王者決定1DAYトーナメント」が行われて青柳優馬&青柳亮生組が優勝して初代王者になった[13]。

## タイトルホルダー
| タイトル                                     | 保持者                                  | 歴代   |
| -------------------------------------------- | --------------------------------------- | ------ |
| UNタッグ王座                                 | 佐藤耕平 河野真幸                       | 第4代  |
| WAR世界6人タッグ王座                         | 新井健一郎 "brother"YASSHI ドン・フジイ | 第28代 |
| インターナショナルジュニアヘビー級王座       | 岩本煌史                                | 第27代 |
| インターナショナルジュニアヘビー級タッグ王座 | 進祐哉 拳剛                             | 第26代 |

| タイトル | 覇者     | 年代   |
| -------- | -------- | ------ |
| 龍魂杯   | 神谷英慶 | 2024年 |

## 主要参戦選手
- 新井健一郎
- 佐藤光留
- レイパロマ
- "brother"YASSHI
- 佐藤耕平
- 谷嵜なおき
- 河野真幸
- 火野裕士
- 進祐哉
- 矢野啓太
- 入江茂弘
- 拳剛
- 政岡純
- 児玉裕輔
- 岩本煌史
- SUSHI
- 椎葉おうじ

## スタッフ
レフェリー
- 吉野恵悟（MAKAI）

リングアナウンサー
- パンチ田原（リングスタッフ）

タイトル管理責任者
- 天龍源一郎

## 歴代リーグ戦
- 蛟龍R

## 歴代所属選手
- 天龍源一郎
- 嵐
- 舞牙
- ドラゴンJOKER

期間限定所属選手
- ザ・グレート・カブキ
- 百田光雄
- 折原昌夫（MOBIUS兼任所属）
- 冨宅飛駈（パンクラスMISSION兼任所属）
- 宮本和志（和志組兼任所属）

## 歴代スタッフ
- 和田京平（全日本プロレス）（レフェリー）
- デューク佐渡（マッドスポーツ）（レフェリー）
- 奥田誠弥（フリー）（リングアナウンサー）
- うさまりあ（フリー）（イメージガール）